# 西坎頓 (北卡羅萊納州)
西坎頓（英語：West Canton）是位於美國北卡羅萊納州海伍德縣的普查規定居民點。

## 人口
根據2020年美國人口普查的數據，西坎頓的面積為3.56平方千米，皆為陸地。當地共有人口1265人，而人口密度為每平方千米355.34人。